# Науріс Енкузенс
Науріс Енкузенс (латис. Nauris Enkuzens; народився 18 квітня 1989, Рига, Латвія) — латвійський професіональний хокеїст. Амплуа — воротар (лівий хват ключки), виступав в ризькому Динамо-Юніорс та в складі юніорської збірної Латвії (U-18) і у складі молодіжної збірної Латвії (U-20).

## Коротка ігрова кар'єра
Науріс Енкузенс — латвійський воротар, розпочав свою ігрову кар'єру в місцевій ризькій команді в латвійській лізі. Саме в час латвійського «хокейного буму» (після проведеного в Ризі хокейного чемпіонату світу 2006 року), коли було створено кілька напівпрофесійних клубів й повноцінно заявила про себе хокейна ліга Латвії, тоді й заявили про себе молоді вихованці латвійського хокею. Молодий перспективний воротар юнацької збірної Латвії провів три сезони в своїй першій команді.
Коли ж, на теренах Латві, постав новий клуб «Динамо-Рига», який брав участь у Континентальній Хокейній Лізі, до нього перейшла значна частина хокеїстів колись відомої команди ХК Рига 2000, яка на той час стала фарм-клубом «динамівців». Тому керівництво цього клубу вирішило поповнити свої лави перспективними молодими гравцями молодіжної збірної країни, а Науріс, на той час, уже виступав в цій команді. Таким чином в сезоні 2008/2009 Науріс Енкузенс спробував себе в Екстралізі Білорусі. В цьому ж сезоні, виступаючи за молодіжну збірну країни на чемпіонаті світу, ввійшов в число трьох найкращих гравців турніру (за версією тренерів).
А вже в сезоні 2009/2010, внаслідок чергової реорганізації, Науріс Енкузенс (не міняючи місця перебування) виступав уже як повноцінний гравець фарм-клубу «Динамо-Риги» — «Динамо-Юніорс» (Рига) в тій такі Екстралізі Білорусі. Будучи повноцінним воротарем команди на рівні з «ветераном» команди Ервінсом Муштуковсом, провів ключові ігри в воротах молодіжного складу «Динамо-Риги», а також попав в заявку, основної команди країни (як четвертий воротар), але участі в іграх Континентальної Хокейної Ліги не брав. 
| Науріс Енкузенс | Науріс Енкузенс             | Науріс Енкузенс     | Науріс Енкузенс | Науріс Енкузенс | Науріс Енкузенс     |
| Сезон           | Команда                     | Ліга                | Ігри            | Пропущені шайби | В середньому за гру |
| --------------- | --------------------------- | ------------------- | --------------- | --------------- | ------------------- |
| 2006/2007       | SK LSPA/Riga                | Латвія              | 22              | ???             | ???                 |
| 2007/2008       | SK LSPA/Riga                | Латвія              | 33              |                 | 3,94                |
| 2008/2009       | SK LSPA/Riga і ХК Рига 2000 | Латвія і Екстраліга | 20+6            |                 | 2,87+3,94           |
| 2009/20010      | Динамо-Юніорс і Динамо-Рига | Екстраліга          | 23              | 80              | 4,14                |